# サウスダコタ (戦艦)
サウスダコタ（USS South Dakota, BB-57）は、アメリカ海軍の戦艦。サウスダコタ級戦艦のネームシップ 。艦名はサウスダコタ州に因む。その名を持つ艦としてはペンシルベニア級装甲巡洋艦サウスダコタに続いて2隻目にあたる。
「戦艦X」（Battleship X）、「ブラック・プリンス」（Black Prince）、「オールド・ネームレス」（Old Nameless）、艦名を縮めた「SoDak」などの愛称があった。

## 概要
サウスダコタはアメリカ海軍が太平洋戦争で運用した戦艦で、サウスダコタ級戦艦の1番艦。45口径40.6cm三連装砲塔3基を搭載し、同クラス砲に対応した防禦力をバイタルパート方式で確保、38口径12.7cm連装両用砲塔4基8門と各種対空機銃を装備、同世代の大和型戦艦に匹敵する速力27ノットを発揮できた。
1942年3月に竣工後、同年10月下旬の南太平洋海戦で初陣を飾り、猛烈な対空砲火で空母「エンタープライズ」を掩護した。つづいて11月中旬の第三次ソロモン海戦に参加、リー提督が指揮する第64任務部隊（戦艦「ワシントン」「サウスダコタ」、駆逐艦4隻）として日本軍のヘンダーソン飛行場砲撃部隊をサボ島とガダルカナル島近海で邀撃し、11月14日から15日にかけての夜間砲戦で被害を受ける。損傷は艦上部構造物にとどまり、重要区画は無事だった。
損傷修理後、1943年6月から7月にかけて大西洋で行動した。9月から太平洋に戻り、機動部隊の支援作戦に従事した。1944年6月19日、マリアナ沖海戦で爆撃を受け損傷した。10月以降はレイテ沖海戦に参戦、1945年2月の硫黄島攻略戦、3月以降の沖縄攻略戦に参加。7月には日本本土近海で行動し、釜石艦砲射撃や静岡県浜松市への艦砲射撃をおこなった。太平洋戦争終結から間もなくして予備艦となり、現役に戻ることなく解体された。

## 艦歴

### 実戦参加まで
アメリカ海軍は日本海軍の新型戦艦（大和型戦艦）について情報収集をおこない、ノースカロライナ級戦艦の設計をあらためてサウスダコタ級戦艦を建造することになった。「サウスダコタ」は同級の1番艦として、1939年7月5日にニュージャージー州カムデンのニューヨーク造船所で起工した。1941年6月7日にハーラン・J・ブッシュフィールド夫人によって命名・進水。1942年3月20日、初代艦長トーマス・L・ギャッチ大佐の指揮下で就役した。
フィラデルフィアでの艤装完了後、6月3日から7月26日まで整調訓練を行った。8月16日にフィラデルフィア海軍工廠を出航、パナマに向かった。8月21日にパナマ運河を通過し、トンガのヌクアロファに9月4日到着した。その二日後、ラハイ水道で海図にない暗礁に衝突し船体に大きな損傷を受けた。工作艦「ヴェスタル」から応急修理を受けた後、9月12日に真珠湾へ向かい補修を受けた。9月15日、ソロモン海で行動中のアメリカ軍機動部隊を潜水艦「伊19」が襲撃し、空母「ワスプ」と駆逐艦「オブライエン」が沈没、戦艦「ノースカロライナ」が中破して長期修理を余儀なくされた。姉妹艦「ノースカロライナ」の離脱により、ノースカロライナ級戦艦2番艦の「ワシントン」は、異なる形式の「サウスダコタ」と行動を共にすることになった。
実戦投入されることになった「サウスダコタ」には、年齢を偽って志願した12歳のカルビン・グラハムも乗艦していた。「サウスダコタ」は10月12日に出港し、空母「エンタープライズ」を中心とした第16任務部隊と共に訓練を行った。同部隊は10月16日に真珠湾で再編され、空母「ホーネット」を中心とした第17任務部隊と共に、エスピリトゥサント島の北東において10月24日に集結した。トーマス・C・キンケイド少将の第61任務部隊は、空母2隻（ホーネット、エンタープライズ）、戦艦1隻（サウスダコタ）、巡洋艦6隻、駆逐艦14隻になった。「サウスダコタ」と同世代艦であった戦艦「大和」は、連合艦隊司令長官・山本五十六の旗艦としてトラック泊地から動かなかった。

### 南太平洋海戦

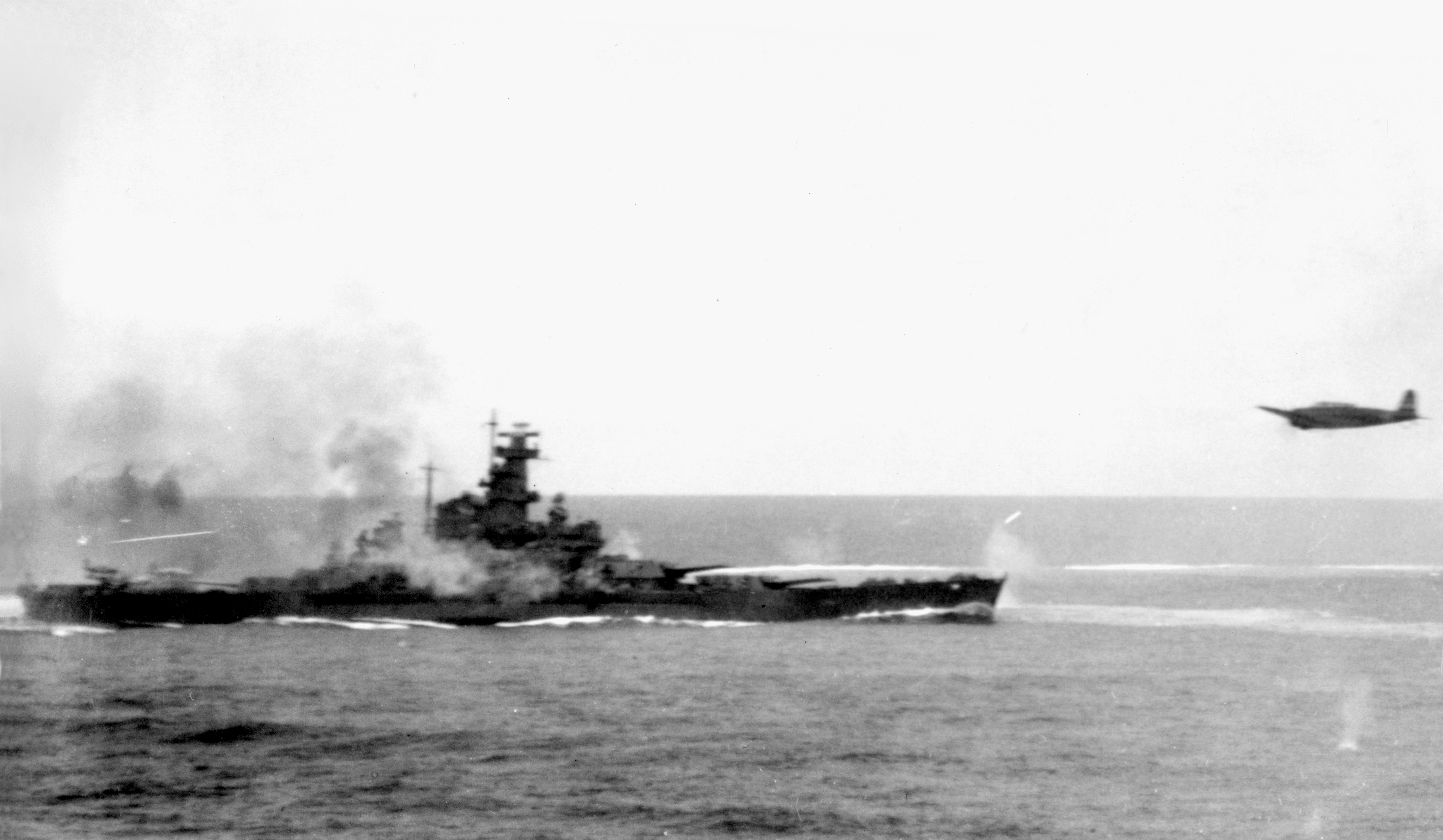
南太平洋海戦でのサウスダコタ。九七艦攻は既に魚雷を投下している。

ニューカレドニアのヌーメアでは、新任の南太平洋部隊指揮官ウィリアム・ハルゼー・ジュニア中将が麾下のアメリカ軍機動部隊に対し、サンタクルーズ諸島からガダルカナル島にかけてのソロモン海の安全を確保するよう命じた。すなわち、ガダルカナルの日本陸軍がヘンダーソン飛行場に総攻撃をおこなうので、この支援のためガ島に接近する日本艦隊（近藤信竹中将の前進部隊、南雲忠一中将の機動部隊）を阻止する任務を与えた。ウィリス・A・リー提督が指揮する第64任務部隊（戦艦「ワシントン」、重巡「サンフランシスコ、軽巡「ヘレナ」「アトランタ」、駆逐艦6隻）には、日本軍のガダルカナル島増援部隊を砲撃で阻止するよう命じた。キンケイド提督の第61任務部隊（第16任務部隊、第17任務部隊）には、ガダルカナル北東海面に進出するよう命じた。
10月25日正午、PBYカタリナ飛行艇が日本の空母機動部隊を発見した。第61任務部隊は攻撃隊を発進したが、空振りにおわった。
翌10月26日未明、ヌデニ島を発進したアメリカ軍のPBY飛行艇が南雲機動部隊を爆撃したが、被害はなかった。
同日午前5時（日本時間）、翔鶴索敵機は第61任務部隊を発見し、午前6時に第一航空戦隊（翔鶴、瑞鶴、瑞鳳）は攻撃隊を発進させた。またエンタープライズから索敵として出撃したSBDドーントレスが一航戦を発見、このうち2機が軽空母「瑞鳳」を爆撃して中破させた。ここに南太平洋海戦の火蓋が切られた。第61任務部隊は二つの集団にわかれており、航空戦が始まったときキンケイド提督直率の第16任務部隊（空母「エンタープライズ」、戦艦「サウスダコタ」、重巡「ポートランド」、軽巡「サンフアン」、駆逐艦8隻）は、ジョージ・D・マレー少将が指揮する第17任務部隊（空母「ホーネット」、重巡「ノーザンプトン」「ペンサコーラ」、軽巡「サンディエゴ」「ジュノー」、駆逐艦6）からおよそ20km離れた海域にいた。
一航戦の第一次攻撃隊はスコールの中にあったエンタープライズ隊をやりすごし、青天下のホーネット隊に攻撃を集中した。爆弾と魚雷の命中により「ホーネット」は炎上して傾斜した。F4Fの迎撃と各艦の対空砲火で一航戦第一次攻撃隊は大きな被害を受け、攻撃隊指揮官・村田重治少佐（翔鶴飛行隊長）も戦死した。
続いて一航戦の第二次攻撃隊（0610分発進の翔鶴隊〈零戦5、艦爆19、触接艦攻1〉、0645発進の瑞鶴隊〈零戦4、艦攻16、触接艦攻1〉）が日本時間8時20分から午前9時の間に到達し、健在の第16任務部隊（エンタープライズ、サウスダコタ、ポートランドほか）を狙った。米軍時間9時50分、「エンタープライズ」のレーダーは接近する日本軍攻撃隊を探知した。「サウスダコタ」は「エンタープライズ」のそばで対空砲撃を行った。『ニミッツの太平洋海戦史』では「戦艦「サウス・ダコタ」の対空砲火が正確で猛烈をきわめたため、「エンタープライズ」の損害は飛行甲板に三個の爆弾を受けたにすぎなかった。」と記述している。翔鶴隊（爆撃）は「敵航空母艦一隻爆撃六弾命中、続イテ攻撃セル瑞鶴艦攻隊ノ成果ト相俟テ之ヲ撃沈ス 駆逐艦一隻大破炎上 敵機一機撃墜」、瑞鶴隊（雷撃）は「航空母艦一（エンタープライズ型）撃沈、戦艦一（サウスダコタ型）轟沈、巡洋艦一（艦型不詳）撃沈、駆逐艦一大破 敵機八機撃墜」、制空隊は敵戦闘機4・艦爆1機撃墜と報告した。一航戦第二次攻撃隊損害は、喪失（零戦1、艦爆10、艦攻9）、不時着（零戦1、艦爆2、艦攻1）であった。実際の戦果/被害は、エンタープライズが中破、重巡洋艦「ポートランド」に魚雷3本命中（不発）、駆逐艦「スミス」が被弾機に突入された。
つづいて日本の攻撃第3波が12:30（日本時間午前9時30分）に襲来し、「サウスダコタ」は九九式艦上爆撃機に襲われた。「ホーネット」が着艦不能となったので、「エンタープライズ」は2隻分の艦上機を受け入れていた。「サウスダコタ」はレーダーで疑わしい目標を探知、「エンタープライズ」に着艦しようとしていた味方機を誤射した。「エンタープライズ」は「周辺に所属不明機なし」と通知した。直後、日本軍攻撃隊が低い雲をついて攻撃を開始した。この攻撃隊は、第二航空戦隊（司令官・角田覚治少将）の空母「隼鷹」から飛来した志賀淑雄大尉が率いる二航戦第一次攻撃隊29機（零戦12、艦爆17）であった。雲高3,500m、雲底500mと視界が悪く、空母を発見できなかった部隊は周囲の護衛艦艇を攻撃した。「サウスダコタ」は一番主砲塔上に250キロ爆弾の直撃を受け、49名が負傷した。ほとんど損傷がなかったにもかかわらず、動揺した士官が操舵系を無断で第2戦闘指揮所に切り換えたため数分間操艦不能となり、結果「サウスダコタ」は「エンタープライズ」に突進した。この時は「エンタープライズ」が回避し、大惨事をまぬかれた。二航戦第一次攻撃隊は空母に命中弾3発、大型巡洋艦に命中弾1、軽巡に命中弾2、敵機12撃墜を報告した。日本側は艦爆11（自爆9、不時着2）を喪失した。実際には、「エンタープライズ」に至近弾、「サウスダコタ」に命中弾1、軽巡「サンフアン」に命中弾があった。
これ以降、「エンタープライズ」と「サウスダコタ」は、炎上した「ホーネット」と曳航役の一部艦艇を戦場に残して避退した。アメリカ艦隊はニューカレドニアのヌーメアに退いた。連合軍はガダルカナル島のヘンダーソン飛行場基地を引き続き保持し、エスピリトゥサント島の航空基地と共に拠点の強化をすすめた。この海戦で「サウスダコタ」は日本機26機の撃墜を記録した。しかしサウスダコタの対空射撃指揮官ピート・パブリックは、戦艦「ワシントン」の対空射撃指揮官スコッティ・キャンベルに「個々の撃墜申告を合計しただけ」と打ち明けている。
10月30日の04:14、「サウスダコタ」は駆逐艦「マハン」と衝突、「マハン」は船首が曲がり構造材が大破した。また、火災は直ちに鎮火され両艦はヌーメアに帰還し、「サウスダコタ」は再び工作艦「ヴェスタル」から補修を受けた。この頃、「サウスダコタ」には「艦隊の疫病神」であるという評判が立っていたという。
南太平洋海戦における日本軍の大本営発表では「空母4隻、戦艦1隻、艦型未詳1隻撃沈／戦艦1隻、巡洋艦3隻、駆逐艦1隻中破、敵機200以上撃墜／我方空母2隻、巡洋艦1隻小破、未帰還40数機」だったものの、アメリカ側は空母「ホーネット」と駆逐艦「ポーター」が沈没、空母「エンタープライズ」、戦艦「サウスダコタ」、軽巡「サンファン」、駆逐艦2隻が損傷した。日本側は空母「翔鶴」と「瑞鳳」および重巡「筑摩」、駆逐艦「照月」（27日未明、夜間空襲）が損傷し、航空隊の損害も甚大であった。11月上旬の戦果訂正では、「空母3隻（ホーネット、エンタープライズ、大型空母〈サラトガ疑いあり〉）、戦艦サウスダコタ、巡洋艦3隻と駆逐艦1隻撃沈、巡洋艦3隻と駆逐艦3隻撃破、敵機喪失200以上」となった。

### 第三次ソロモン海戦
11月11日「サウスダコタ」はキンケイド提督が指揮する第16任務部隊の一部として、ヌーメアからガダルカナル島に向け出撃した。空母「エンタープライズ」は損傷状態のまま工作艦「ヴェスタル」関係者を乗せて出撃し、ガダルカナル島南方からアメリカ軍輸送船団を支援することになった。戦艦「ワシントン」「サウスダコタ」、重巡「ペンサコーラ」「ノーザンプトン」は、「エンタープライズ」の護衛を命じられていた。「エンタープライズ」はヘンダーソン飛行場に航空隊をおくりこみ、11月12日深夜から11月13日未明にかけての第三次ソロモン海戦（第一夜戦）で損傷した戦艦「比叡」に致命傷を与えた。
翌14日もヘンダーソン基地の従来航空戦力と協同で作戦をおこない、第二水雷戦隊が護衛する輸送船団に大損害を与えた。また飛行場砲撃部隊を支援していた重巡「衣笠」を撃沈した。
11月13日、「サウスダコタ」はリー少将率いる第64任務部隊に合流した。11月14日午後3時40分、ハルゼー提督はリー少将が指揮する戦艦2隻と駆逐艦4隻を「エンタープライズ」の護衛からのぞき、サボ島の南で日本艦隊を待ち伏せするよう命じた。航空機や潜水艦の索敵により、南下してくる日本艦隊を捉えたのである。リー少将が指揮する第64任務部隊は、戦艦「ワシントン」「サウスダコタ」、駆逐艦「プレストン」「ウォーク」「ベンハム」「グウィン」であった。
同日23:30、第64任務部隊はガダルカナル島から南西90kmの水域を遊弋し、サボ島沖を00:30から02:30の間に通過するという日本艦隊を待ち受けた（第三次ソロモン海戦）。この艦隊は前進部隊指揮官（第二艦隊司令長官・近藤信竹中将、旗艦「愛宕」）が率いるヘンダーソン飛行場砲撃部隊と、第二水雷戦隊司令官・田中頼三少将（旗艦「早潮」）が指揮する日本陸軍第38師団を乗せた日本軍輸送船団であった。リー提督は、飛行場砲撃隊を片付けたあと、日本軍輸送船団を「処分」しようと考えていた。一方、日本側哨戒機は「サボ島近海に巡洋艦2隻、駆逐艦4隻あり」と報告した。
近藤提督の部隊は全14隻から成り、三つに分割されていた。14日午前8時30分発令の兵力部署では飛行場射撃隊、直衛隊、掃討隊にわかれていたが、交戦直前に若干の指揮系統・部隊編成変更、陣形変更があった
第64任務部隊と交戦時の近藤部隊は、第十戦隊司令官・木村進少将が率いる前衛隊（軽巡洋艦〈長良〉、駆逐艦〈初雪、白雪、五月雨、電〉）、第三水雷戦隊司令官・橋本信太郎少将が率いる掃討隊（軽巡洋艦「川内」、第19駆逐隊〈浦波、敷波、綾波〉）、近藤長官（旗艦「愛宕」）直率の主隊（高雄型重巡洋艦〈愛宕、高雄〉、金剛型戦艦「霧島」、朝潮型駆逐艦〈第四水雷戦隊旗艦〉「朝雲」、秋月型駆逐艦「照月」）であった。
まず三水戦（掃討隊）が先行し、3隻（川内、浦波、敷波）がサボ島東側を、「綾波」が単艦でサボ島西側を南下した。
七日月に照らされた海面は、視界良好であった。サボ島の南東約20km地点で、「サウスダコタ」の艦橋からおよそ18,100ヤード (16.6 km) の距離に日本側三隻を視認できた。日本時間21時14分、「敷波」が第64任務部隊の艦影をとらえた。日本時間21時17分、「ワシントン」が戦艦か巡洋艦と思われる先導艦（軽巡洋艦「川内」）に対して砲撃を開始し、1分後に「サウスダコタ」も主砲により単縦陣の2隻目を砲撃した。日本時間21時19分、「浦波」は「敵ハ砲撃ヲ開始セリ」と報じた。「ワシントン」と「サウスダコタ」の射撃は目標に命中したと判定され、「サウスダコタ」は一方の目標にレーダースクリーンから光点が消滅するまで砲撃を続行したが、掃討隊3隻は特に損傷もなく煙幕を展開して北方に避退した。誤認戦果であったが、リー部隊は日本側の前路掃討隊を撃退した。掃討隊は「重巡2、駆逐艦4」と通報し、相手が戦艦であることに気付いていなかった。
短い凪があり、レーダーは4隻の敵艦を示したのち、日本艦は5,800ヤード (5.3 km) の距離でリー部隊の右舷方向から接近した。サボ島の西側を南下してきたのは、単独行動中の「綾波」と、前衛部隊（長良、初雪、白雪、五月雨、電）であった。駆逐艦同士の戦いが始まり、「ワシントン」と「サウスダコタ」は副砲で米軍駆逐艦を掩護した。米軍駆逐艦部隊は「グウィン」を残して戦闘不能となる。 
長良隊は魚雷を再装填するため、北西方向に離脱した。日本側は綾波が沈没した。また「ワシントン」と「サウスダコタ」は「綾波」に致命打を与えたが、「サウスダコタ」では戦闘中に全電源が遮断される。さらに16インチ主砲の爆風で水上機が炎上したが、この機体は主砲の爆風でカタパルトから海中に転落した。「ワシントン」は主砲の砲焔光で日本艦隊を見失い、また主砲発射の衝撃で故障した電気系統の修理を急いだ。23時40分、「ワシントン」は戦艦「霧島」の艦影をとらえたが、砲術長は通信不能となった「サウスダコタ」である可能性を考慮して発砲を許可しなかった。
前衛駆逐艦同士の交戦に決着がつく中、旗艦「ワシントン」は行動不能の味方駆逐艦を回避するために左方向へ取舵をとり、レーダーの故障で旗艦の行動を見落としたサウスダコタは面舵に変針して、旗艦よりやや北寄りの航路を進んだ。結果「サウスダコタ」は「愛宕」以下5隻の目の前に躍り出た。「愛宕」側はアメリカ側に戦艦がいると想定しておらず、長良隊から「敵戦艦二隻、エスペランス岬ノ北西」と知らされて混乱していた。月は日本時間21時59分に没し、闇夜となっていた。
愛宕や指揮下各艦は探照灯を照射して、「敵ハ高キ前檣楼ヲ有シ上甲板高ク偉大ナル新式戦艦」を確認した。日本側は、距離6,000 - 8,000ｍで砲戦を開始した。
日付がかわった15日午前0時以降、「ワシントン」と「サウスダコタ」は単縦陣を形成する近藤長官（旗艦「愛宕」）直率部隊（前方警戒〈朝雲、照月〉、射撃隊〈愛宕、高雄、霧島〉）と反航戦で砲火を交えた。「サウスダコタ」は近藤部隊から砲雷撃を受けたが主に副砲で反撃し、巡洋艦1隻の撃沈を主張した。アメリカ側戦艦が発射した照明弾により、周囲は真昼のように明るくなっていたという。誤認戦果とひきかえに、「サウスダコタ」は上甲板に多数の命中弾をうけた。「霧島」の発射砲弾は、飛行場射撃用の三式弾68発、零式弾22発、一式弾27発であった。この夜の愛宕の発射弾数は、20cm徹甲弾55発、20cm通常弾6発、12.7cm高角砲弾49発、25mm機銃少数であった。朝雲は12.7cm砲弾を75発、照月は長10cm砲弾を20発発射したと記録している。
アメリカ軍の調査によると、「サウスダコタ」には合計27発の砲弾が命中した。42発命中との資料もある。20cm砲弾5発、15cm砲弾2発が不発であった。「霧島」の14インチ砲弾は5発命中したが徹甲弾は1発のみであり、他の4発は三式弾や零式通常弾だった。唯一命中した14インチ徹甲弾は3番主砲下の居住区を貫通して3番主砲のバーベットに衝突して炸裂し、バーベットの装甲を割っていた。また3番主砲の右砲に深刻な損傷を与えて使用不能に至らせた。日本側の旗艦「愛宕」も、敵戦艦の第三砲塔が旋回中に停止するのを認めた。被弾時に飛び散った破片は甲板を吹き上げたり、後方の厨房等を破壊した。しかし殆どの砲弾は甲板上中央の艦上構造物に命中し、炸裂せずに貫通した砲弾も多かった。艦上構造物の士官居住区や射撃装置は破壊されたが、船体に命中したのは3番砲塔ガンバレル以外は小口径砲弾のみだったので、艦の重要部分に損害はなかった。装甲が貫通されたのは唯一船体中央部喫水線近くに命中した20cm徹甲弾1か所のみであり、それによって若干の浸水が生じた。3つの射撃管制レーダーや副砲の光学射撃装置も破壊されたが機関と操舵系には損傷なく航行には支障は出ず、人的被害は38名死亡、60名負傷に留まる。「霧島」の零式通常弾の命中による火災は艦上構造物の他に1番主砲の先の船体にも発生。1-2番主砲は無傷であったが、既述のようにレーダーや方位盤が破壊されたために個別射撃 (Local Fire Control) だけが可能で、射撃に制約があり、事実上戦闘能力を喪失してしまった。「サウスダコタ」は「ワシントン」を見失い、これ以上の損害を生じさせることはできず後退を開始した。なお「愛宕」（第一次発射8、第二次発射8、第三次発射3本）、「高雄」（第一次不明、第二次発射8本）、「朝雲」（4本発射）は酸素魚雷を発射した。各艦は魚雷命中を記録した。だが「サウスダコタ」や「ワシントン」に命中した魚雷は1本もなかった。
一方、「サウスダコタ」の苦境は「ワシントン」にとってのチャンスになった。「愛宕」や「霧島」が探照灯をつけたため、米戦艦は目標が敵部隊（日本戦艦）であることを確信する。同士撃ちの心配がなくなった「ワシントン」は16インチ主砲と5インチ副砲を「霧島」に向けて発射した。被弾した「霧島」は舵取機が故障し、航行不能となった。「愛宕」側は「ワシントン」に全く気付いておらず、砲撃されて初めてその存在を知った。その後、「ワシントン」は反転攻撃してきた主隊や、追撃してきた駆逐艦（五月雨、陽炎、親潮）の魚雷を回避した（あるいは早爆により被雷しなかった）。「ワシントン」は駆逐艦主砲弾1発の被弾のみで戦場を離脱後、「サウスダコタ」と設定水域で合流、ヌーメアに帰還した。哨戒中の潜水艦「伊9」がレンネル島東方海面で避退中の「ワシントン」と「サウスダコタ」を発見したが、2隻に被害はなかった。
一連の夜戦により、「ワシントン」と「サウスダコタ」は日本艦隊のヘンダーソン飛行場砲撃を阻止して勝利した。駆逐艦「ウォーク」「プレストン」は撃沈され、「ベンハム」は放棄されて僚艦「グウィン」の砲撃で沈められた。日本側の報告では「推定敵兵力：新型戦艦2隻（訂正後、戦艦4隻）、重巡2隻、軽巡2隻、駆逐艦6～8隻」、「サウスダコタ型戦艦1隻撃沈確実、ワシントン型戦艦1隻中破、戦艦（艦型不詳）1隻大破沈没確実、大巡2隻撃沈、駆逐艦2隻轟沈、駆逐艦2隻沈没」であった。この過大判定は、酸素魚雷の自爆や早爆を命中と誤認した事に由来している（日本側は戦艦に魚雷命中を記録しているが、「ワシントン」ならびに「サウスダコタ」とも、1本も被雷しなかった）。日本側の損害は、四水戦被害なし、「愛宕」に副砲弾2発が命中（損害軽微）、「霧島」が沈没、「綾波」が沈没した。また田中少将指揮下の残存輸送船4隻はガダルカナル島に擱坐揚陸を敢行したが、米軍は物資が揚陸される前に空襲と艦砲射撃、さらに海兵隊の重砲で輸送船を粉砕した。

### 修理と大西洋での活動
サウスダコタはヌーメアで工作艦「プロメテウス」による補修を受けた後、11月25日にトンガタプ島に向かい、さらにその後、本国に帰還。ヌーメアでは、「ワシントンはサウスダコタを見捨てて逃げた」という噂が広まり、両艦乗組員は歓楽街で留置場が満杯になるほど大規模な喧嘩を繰り広げた。「サウスダコタ」がニューヨークに到着したのは同年12月18日のことであった。ギャッチ艦長は『サンデー・イブニング・ポスト』の取材に「戦艦X（サウスダコタ）が霧島を撃沈し、ワシントンとリー提督は逃げた」と宣伝したので、「ワシントン」乗組員に戦争後も消えない怨恨を刻んだ。こうした経緯もあって、「ワシントン」の乗員からは「大きなクソッタレ」（Big Bastard）、艦名を捩った「クソッタレの男根」（Shitty Dick）などという不名誉なあだ名も付けられている。また最年少乗組員のグラハムは、第三次ソロモン海戦での本艦の戦闘と損傷によって本当の年齢が判明し、のちにアメリカ海軍から追放された。
こうした些細な事件を背景に「サウスダコタ」はオーバーホールと完全修理を終え、1943年2月25日に出航、海上公試の後、空母「レンジャー」と共に4月中旬大西洋で作戦活動を行い、「サウスダコタ」は続いてスカパ・フローを拠点としてイギリス軍の本国艦隊との作戦活動を行った。当時、ノルウェーを拠点にドイツ海軍の戦艦「ティルピッツ」や「シャルンホルスト」などが活動していたが、「サウスダコタ」と撃ち合う事はなかった。

### タラワの戦いとその後
8月1日にバージニア州ノーフォークに帰還、21日に出航しエファテ島を経由して9月14日にハバナ港に到着。11月7日にフィジーに移動し、4日後に第8および第9戦艦部隊と共に出航、第50.1任務群、空母迎撃部隊の支援を行った（ギルバート・マーシャル諸島の戦い）。ガルヴァニック作戦によりギルバート諸島に対する攻撃がはじまり、空母部隊は11月19日にジャルート環礁、ミリ環礁への攻撃を行い、日本の飛行場を無力化した（ギルバート諸島沖航空戦）。部隊は続いてマキンおよびタラワへの上陸部隊に対する航空支援を行った（タラワの戦い）。「サウスダコタ」は5隻の戦艦と共に12月8日に任務群を構成しナウルへの艦砲射撃を行い、艦砲射撃と航空攻撃によって海岸沿いの敵施設および飛行場は大きく破壊された。12月12日にエファテ島に後退し維持および弾薬補給を行った。1944年1月29日に再び戦闘に参加し、フリントロック作戦により空母部隊はマーシャル諸島のロイ＝ナムル島を攻撃した。翌日、ロイ＝ナムル島の日本の拠点に砲撃を行い、その後クェゼリン環礁、マジュロ環礁、ロイ＝ナムル島への上陸部隊に航空支援を行う空母部隊と合流した。
2月12日にマーシャル諸島を出航した「サウスダコタ」は2月17日と18日にトラック諸島の日本拠点に対する攻撃を開始（トラック島空襲）。6日後、マリアナ諸島に最初の攻撃を行う空母部隊の護衛を担当し、部隊は数度の航空攻撃を受け、「サウスダコタ」は4機の日本機を撃墜した。2月26日にマジュロ環礁に帰還、3月22日まで停泊しその後第5艦隊の高速空母部隊と共に出撃した。部隊は3月30日から4月1日にかけて西カロリン諸島のパラオ、ヤップ、ウォレアイおよびウルシー環礁に対して空襲を行った。
「サウスダコタ」は4月6日にマジュロ環礁へ帰還し、翌週に空母部隊と共に出航した。4月21日にホーランディアを攻撃し、翌日には上陸部隊支援のためアイタペ湾、タナメラ湾、フンボルト湾を攻撃した。4月29日および30日には空母部隊を護衛し、その後トラック諸島に戻り砲撃を行う。翌日サウスダコタはポナペ島への砲撃部隊に加わりこれを攻撃した。マジュロ環礁へ帰還し5月4日から6月5日まで維持作業を行った後、第58任務部隊に加わりサイパン島およびティニアン島への上陸作戦を援護した。空母部隊は6月11日に敵施設への攻撃を始め、「サウスダコタ」および6隻の戦艦は艦砲射撃のため6月13日に空母部隊から分離した。「サウスダコタ」はサイパン島のタナパグ湾に対して攻撃を行い、主砲および副砲で6時間以上の砲撃を行った。日本側は「あ号作戦用意」を発令した。
6月15日、連合軍はサイパン島上陸を開始した。連合艦隊はテニアン島に司令部を置く第五基地航空部隊（指揮官は第一航空艦隊司令長官・角田覚治中将、参謀長・三和義勇大佐）にアメリカ艦隊攻撃を命じた。同15日午後、トラック泊地から飛来した天山11機は空母または戦艦1隻に魚雷2本命中、輸送船に雷撃火災1の戦果を報じ、5機がグアム島に帰投した。同15日夜、ヤップ島から日本軍攻撃隊（日本時間14時3分発進〈彗星3、零戦6〉、日本時間15時発進〈銀河10、零戦5〉）が飛来した。部隊指揮官は第521航空隊飛行長・江草隆繁少佐であった。8機から12機の日本の戦闘機および爆撃機が偵察機部隊との戦闘をくぐり抜け任務群に対して攻撃を行い、「サウスダコタ」は4機に砲撃し1機を撃墜、残る11機は他の艦による砲撃により撃墜された。喪失は銀河8（自爆1、未帰還7。江草少佐戦死）、陸偵1、彗星1、零戦1であった。

### マリアナ沖海戦
6月19日、「サウスダコタ」は空母部隊と作戦活動を行う。第三艦隊司令長官・小沢治三郎中将指揮下の小沢機動部隊（第二艦隊、第三艦隊）が西方から接近し、アメリカ軍の主力は敵を迎え撃ちサイパンの地上部隊を支援できるように配置された。リー提督が指揮する第58.7任務部隊（戦艦「ワシントン」「ノースカロライナ」「アイオワ」「ニュージャージー」「サウスダコタ」「アラバマ」「インディアナ」、巡洋艦部隊）は対空警戒部隊として空母機動部隊の前方に進出した。なおリー提督の旗艦は「ワシントン」だった。日本軍前衛部隊には戦艦4隻（大和、武蔵、金剛、榛名）が配備されていた。 
戦艦同士の水上砲戦の可能性は、アメリカ側戦艦部隊の士気を高めた。「サウスダコタ」の士官は「我々は連中の戦列に本気で襲いかかるつもりだった。われわれは前檣楼に大きな軍艦旗さえ掲揚した」と回想している。
10:12分以降、西から日本部隊の接近が報告された。これは栗田部隊の第三航空戦隊（司令官・大林末雄少将：千歳、千代田、瑞鳳）を日本時間午前7時30分に発進した三航戦第一次攻撃隊（零戦14、艦攻7乃至8、戦闘爆撃機43乃至48）であった。三航戦第一次攻撃隊は日本時間9時35分にF6F ヘルキャットの迎撃をうけて損害を出し（米軍記録、戦闘機により42機撃墜）、空母1・巡洋艦1に爆弾1発命中、他に空母3隻に命中弾を報告した。三航戦第一次攻撃隊は、戦爆（爆装零戦）31乃至32、艦攻2、零戦8を失った。
つづいて一航戦（大鳳、瑞鶴、翔鶴）第一次攻撃隊（前路索敵〈天山2〉、攻撃隊〈天山27、彗星53、零戦48〉。栗田部隊の誤射等で約10機が被害を受け、彗星5程度が不時着か引き返す）が日本時間午前10時50分頃から攻撃を開始し、F6Fの邀撃で大損害をうけた。一航戦第一次攻撃隊の一部は米軍空母群を発見できず、戦艦部隊を攻撃した。
一連の空襲で、リー部隊は、前衛としての任務を完遂した。アメリカ軍機動部隊の損害は軽微であった。「サウスダコタ」は10:49に三航戦所属機の攻撃を受け、直撃弾を浴びる。主甲板に250キロ爆弾1発が命中、爆発により24名が死亡、27名が負傷し、艦は配線が切断され大きく損傷したものの、深刻なダメージは生じなかったため沈没は免れた。ほかに重巡洋艦「ミネアポリス」に至近弾があった。日本軍第二次攻撃（一航戦第一次攻撃隊）の攻撃では、戦艦「インディアナ」に不発魚雷があり、「アラバマ」や「アイオワ」が攻撃を回避した。本隊では空母「バンカー・ヒル」が小破した。第二航空戦隊（隼鷹、飛鷹、龍鳳）の攻撃隊はアメリカ軍機動部隊を発見できず、戦闘機の邀撃などで損害を出した。
このマリアナ沖海戦の初日で、日本側は艦上機と基地航空隊の双方から300機以上の航空機を失った。その様子は後に「マリアナの射的遊び The Marianas Turkey Shoot.」と語られた。さらに潜水艦の奇襲で主力空母2隻（大鳳、翔鶴）が沈没した。航空戦は6月20日も継続し、空母「飛鷹」とタンカー2隻が沈没し、「瑞鶴」以下数隻に損傷を負わせた。米軍攻撃隊の帰投は夜になり、各艦は探照灯や照明弾で海面を照らし、収容作戦を実施した。「サウスダコタ」は空母の傍で灯火をつけたので、何機かは「サウスダコタ」に着艦を試み、最後の瞬間に飛び去っていった。戦闘の終了後、日本艦隊はもはやマリアナ諸島においてアメリカ軍への脅威とはなり得なかった。任務群は6月27日にウルシー環礁に帰還し、「サウスダコタ」は真珠湾を経由して西海岸へ向かい、7月10日にピュージェット・サウンドに到着した。
「サウスダコタ」はピュージェット・サウンド海軍工廠で検査され、公試後8月26日に真珠湾に向けて出航した。ウルシー環礁を経由して真珠湾に到着すると第38任務部隊を構成する第38.3任務群に加わった。任務部隊は10月6日に出撃し、4日後に沖縄に対して空襲を行った。10月12日および13日には台湾の日本の艦艇および施設に対して空襲を行った（台湾沖航空戦）。「サウスダコタ」を含む3つの部隊はフィリピン東部に後退し作戦活動を12月24日まで実施した。レイテ沖海戦にも参加した。10月25日、リー提督の第34任務部隊（ワシントン〈旗艦〉、サウスダコタ、マサチューセッツ、アラバマ、アイオワ、ニュージャージー）はエンガノ岬沖海戦により空母4隻を失って敗走する小沢機動部隊を、もう少しで射程におさめようとしていた。
このときサマール島沖のサマール海では、栗田艦隊が第7艦隊の護衛空母部隊に襲いかかっていた（サマール沖海戦）。様々な事情を経て、ハルゼー提督は午前11時15分に第34任務部隊を反転南下させた。
駆逐艦への燃料補給のあと、ハルゼー提督は第34任務部隊第5群（戦艦「ニュージャージー」「アイオワ」、軽巡3、駆逐艦8）を編成し、敗走中の栗田艦隊（「大和」など）をサンベルナルジノ海峡通過前に捕捉しようとした。栗田艦隊は同25日22時までに海峡を通過しており、ハルゼーのアイオワ級戦艦2隻と護衛部隊は10月26日午前1時に駆逐艦「野分」（重巡「筑摩」生存者収容）に追いついて、撃沈した。「サウスダコタ」はこの追撃戦に連れていかれなかった。その後、ミンドロ島上陸作戦を支援するため空母部隊はマニラ、ルソン島を攻撃した。
1944年12月30日から1945年1月26日までの間に空母部隊は1月3日、4日、9日、15日、21日に台湾を、1月6日、7日にルソン島を、12日にはサン・ジャック岬およびカムラン湾を、16日には香港、海南島、22日には沖縄を攻撃した。

### 日本近海での作戦行動

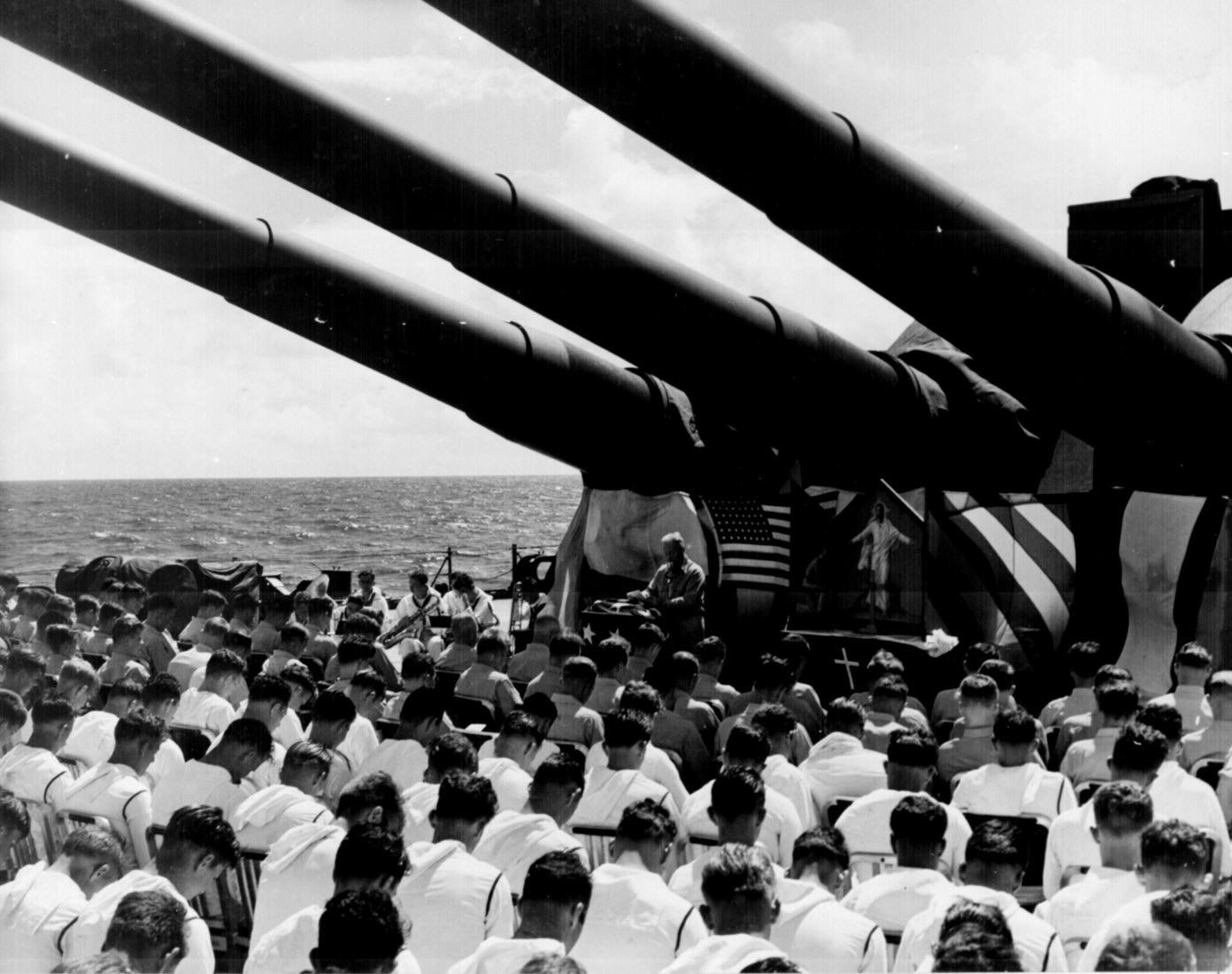
グアム沖の戦闘で戦死した乗組員に対する礼拝。1945年7月1日

「サウスダコタ」が所属する高速空母部隊は2月17日に東京に対して攻撃を行い、2月19日および20日には硫黄島への上陸部隊の支援を行った。2月25日に再び東京への攻撃を行い、3月1日に沖縄での攻撃を行った。ウルシー環礁で弾薬補給を行った後、任務群は日本本土へ向かい、3月18日および19日には神戸、呉、九州地区への攻撃を行った。3月23日、24日には沖縄に対して攻撃を行い、「サウスダコタ」は艦砲射撃グループに加わり沖縄南東へ砲撃を行った。その後任務群に再合流し沖縄への砲撃、九州南部の飛行場への攻撃を3月29日、31日から4月3日まで行った。4月7日に空母部隊（第58任務部隊）は九州南西部で日本艦隊への攻撃を行った。戦艦「大和」は航空攻撃で撃沈され、「サウスダコタ」含めアメリカ戦艦部隊は砲戦の機会を失った。「サウスダコタ」は4月19日に再び沖縄南東に対する艦砲射撃に参加し、日本と対峙する XXIV 軍の支援を行った。
5月6日、給兵艦「ランゲル」からの補給中に16インチ主砲装薬庫の爆発事故を生じ、火災と共に装薬庫4室が爆発した。二番両用砲は氾濫し火災は鎮火した。3名が即死し、8名が負傷のため死亡、24名が負傷した。「サウスダコタ」は5月11日から29日までグアムに後退し、その後レイテ島に6月1日到着した。
「サウスダコタ」はレイテ島を1945年7月1日に出航し、7月10日に東京空襲を行う第38.1任務群の護衛を行った。7月14日、岩手県釜石市の釜石製鉄所に対する砲撃（釜石艦砲射撃）を実施した。これはアメリカ戦艦による日本本土に対する初の砲撃であった。7月29日および30日の夜には静岡県浜松市への砲撃を行い、8月9日には再び釜石を砲撃している。8月10日には本州北部への空襲を行う空母部隊の護衛を、8月13日と15日には東京空襲部隊の護衛を行っている。15日の攻撃は第二次世界大戦における最後の攻撃で、同日日本は降伏した。
「サウスダコタ」は8月27日に相模湾に停泊し、8月29日に東京湾に入った。9月20日に東京湾を出航し、沖縄、真珠湾経由でアメリカ西海岸へ帰還した。10月29日にサンフランシスコからサンペドロ湾へ移動した。1946年1月8日に西海岸を出航、オーバーホールのためフィラデルフィアへ向かった。6月に大西洋予備役艦隊入りし、1947年1月31日に予備役となった。1962年6月1日に除籍されるまでそのままの状態で保管される。1962年10月25日にサウスダコタはルリア・ブラザース・アンド・カンパニー有限会社にスクラップとして売却された。
「サウスダコタ」は第二次世界大戦の戦功により13個の従軍星章を受章した。